# Теребовлянське староство
Теребовлянське (Теребовельське) староство — адміністративний орган на території Теребовлянського повіту часів Королівства Ягеллонів, Речі Посполитої. Розташовувалося в місті Теребовля.

## Коротка історія
1403 року згадано першого теребовельського старосту. У XV–XVI ст. королівщина Борек разом із 4 навколишніми селами підпорядковувались Теребовлянському староству. 1454 року з'явився уряд (посада) войського теребовельського (з 1765 року називався войським більщим), єрархія посадова (неповна через відсутність урядів (посад) судових земських, уряду підкоморія) — близько 1660 року.
Під час люстрації в 1564–1565 роках староству підпорядковувались: Деренівка, Довге, Гумниська, Каптури, Романівка, Семенів, Воля Романівська, Застіноче, Зубів, а відійшли Борківська і Каменецька волості.
Під час люстрації староства в 1570 році дохід староства становив 5007 злотих, обліковуються також шляхетські села Мшана, Клюничі, Сорока, Целіїв, Целіївський виселок та держави Потоцького (м. Борок і села Качова, Дичків, Самолусківці, Красівка, Дзвінчики) і Сєнявського (м. Камінки й села Росохач, Мовчанівка, Хмелиська, Лошнівок, Лошнів).
У 1664 році староству підпорядковувались Гумниська, Каптури, Малів, Романівка, Семенів, Застіноче, Боричівка (вилучена зі складу староства у 1668 р.).
1765 року відбулася остання люстрація староства, дохід становив 22 885 злотих.

## Теребовельські старости
Неповний перелік:
- Ґневош із Далевичів — згаданий у 1403 році, перед цим староста львівський та галицький, краківський підкоморій, потім сандомирський каштелян
- Пйотр Влодек (Влодкович) — староста подільський; у Теребовлі 10 березня 1410 р. підтвердив уклад границі, яка розмежовувала село Чернилів (тепер Чернелів-Руський) від Борка[5]
- Гліб Свірзький з Комунова — згаданий у 1422 році
- Боґухвал — згаданий у 1425 році
- Ян Бучацький
- Грицько Кердейович
- брати[6] Іван (Ян) Свинка з Поморян та Сиґізмунд (Зиґмунт) Кердейович з Поморян (також красноставський староста; загинув 1498 року під час нападу татар на родинний замок в Поморянах[7]) — зг. 1462–1471 роках
- Станіслав з Ходча, Хлопів, Любеня — 1471–1473 рр.
- брати Ян з Ходча і Миколай Ходецький — 1474–1478 рр.
- Сигізмунд Кердей — 1479–1498 рр.
- Януш Свєрчовскі (1513 року[8] [9])
- Ян Творовський (Бучацький)[10]
- Бернард Мацєйовський[11][12]
- Бернард Претвич — барський староста, Murus Podoliae
- Якуб Претвич — син Бернарда Претвича, у 1591 році хотів відступити староство сину Яну[13]
- Пйотр Ожґа — фундатор кляштору Кармелітів у Теребовлі[14]
- Пйотр Фірлей — каштелян кам'янецький, староста буцнівський[15][16]
- Олександр Балабан — 1631 (або 1632 р.[17] закінчив будівництво нового замку в Теребовлі
- Юрій Балабан — 1645 р. позбавлений посади через численні порушення, легковажне ставлення до господарювання
- Рафал Казімєж Маковєцкі (початок 1660-х років)[18], в кляшторі кармелітів у Теребовлі був його портрет
- Владислав Немирич[19]
- Стефан Потоцький[20] — великий коронний референдар, львівський, калуський, черкаський староста[21]
- Александер Цетнер[22] з 11 лютого 1704, помер 1709 року, також щуровицький староста, син Яна Цетнера
- Міхал Францішек Потоцький
- Йоахім Кароль Потоцький [23]
- Ян Непомуцен Ґрохольський — молодший брат Антонія, син Францішека Ксаверія Грохольських.[24]
- Казимир Жевуський